# 43e régiment de tirailleurs algériens
Le 43e régiment de tirailleurs Algériens était un régiment d'infanterie appartenant à l'Armée d'Afrique qui dépendait de l'armée de terre française.

## Création et différentes dénominations
Voir historique du 1er régiment mixte de zouaves et tirailleurs
- 1920 : création du 43e R.T.A.
- 1923 : dissolution du régiment.

## Historique des garnisons, campagnes et batailles du43eTirailleurs Algériens

### Première Guerre mondiale

#### 1914
- Bataille de l'Yser

#### 1916
- Bataille de Verdun
- Bataille de la Somme

#### 1917
- Bataille des monts de Champagne

#### 1918
- Bataille de l'Aisne (1918)
- Bataille de Montdidier

## Inscriptions portées sur le drapeau du régiment
Il porte, cousues en lettres d'or dans ses plis, les inscriptions suivantes :
- L'Yser 1914
- Verdun 1916
- la Somme 1916
- Les Monts 1917
- L'Aisne 1918
- Montdidier 1918

## Sources et bibliographie
- Anthony Clayton, Histoire de l'Armée française en Afrique. 1830-1962, éd. Albin Michel, Paris, 1994
- Robert Huré, L'Armée d'Afrique : 1830-1962, éd. Charles-Lavauzelle, Paris, 1977